# Schwentine
Schwentine er en flod i det nordlige Tyskland, beliggende i Slesvig-Holsten. Den har sit udløb i Østersøen ved Kiel (Kielerfjord).
Floden har sit udspring i Holstensk Schweiz. Dens navn er slavisk og betyder den hellige.